# Liste der Bodendenkmale in Warberg
In der Liste der Bodendenkmale in Warberg sind alle Bodendenkmale der niedersächsischen Gemeinde Warberg aufgelistet. Die Quelle ist der Denkmalatlas Niedersachsen.
- Diese Liste erhebt keinen Anspruch auf Vollständigkeit.
- Die Angaben ersetzen nicht die rechtsverbindliche Auskunft der zuständigen Denkmalschutzbehörde.
- Es sind nur Daten aus dem Denkmalatlas verarbeitet.
- Der Stand der Liste ist der 25. August 2024.

Warberg im Landkreis Helmstedt

## Allgemein
In den Spalten finden sich folgende Informationen des Bodendenkmales:
| Lage         | geographische Koordinaten                                                           |
| Bezeichnung  | Bezeichnung lt. Denkmalatlas                                                        |
| Beschreibung | Beschreibung lt. Denkmalatlas                                                       |
| ID           | Objekt-ID                                                                           |
| Bild         | Bild, ggf. zusätzlich mit Link zu weiteren Fotos im Medienarchiv Wikimedia Commons. |

## Warberg
| Lage                        | Bezeichnung    | Beschreibung | ID       | Bild           |
| --------------------------- | -------------- | --- | -------- | -------------- |
| 52° 11′ 0″ N, 10° 54′ 58″ O | Warberg 1 Burg | Am NW-Rand von Warberg liegt die Neue Burg. Sie ist eine zweiteilige Wasserburg, die in eine südwestliche Oberburg und eine nordöstliche Unterburg gegliedert ist. Kern der Oberburg ist ein ungefähr quadratischer, mit Schießscharten versehener Bergfried von 8 × 8,2 m Größe. Die Mauerdicke von 2,5 m im Erdgeschoss verjüngt sich stufenweise bis zum Gipfel in 19 m Höhe. Bei der Renovierung des Bergfrieds wurde festgestellt, dass er auf einer Lössaufschüttung steht. Ihn umschließt ein einstöckiges Gebäude, welches mit einem dekorierten Eingangsportal aus der 2. Hälfte des 16. Jahrhunderts versehen ist. Einst verfügte es zudem über einen Renaissance-Erker. Auf dem Merianstich von 1654 ist es dreistöckig mit Renaissancegiebeln dargestellt. Das Plateau der Oberburg ist zur Unterburg mit einer Stützmauer befestigt. Der Hof der Unterburg ist auf drei Seiten von Gebäuden umgeben. Der Zugang erfolgt im Südosten durch ein zweistöckiges Fachwerkgebäude, von dessen Rückseite eine Treppe zur Oberburg führt. Östlich schließt sich das dreigeschossige, steinerne Haupthaus an. Den nördlichen Abschluss bildet ein Fachwerkneubau auf einem steinernen Untergeschoss, das ursprünglich zur Brennerei gehörte. Die Anlage wird im Osten und Westen von den Resten des Burggrabens umgeben, welcher noch bis zu 15 m breit ist. Im Südwesten der Burg finden sich zudem noch Reste eines vorgelagerten Walles von 38 m Länge, 14 m Breite und 3,8 m Höhe. Die im Merianstich von 1654 abgebildete Ringmauer besitzt im Süden einen anderen Verlauf als die heutige. | 28955080 | Weitere Bilder |